# Sven Botman
Sven Adriaan Botman (Badhoevedorp, Haarlemmermeer, 12 de janeiro de 2000) é um futebolista profissional neerlandês que atua como zagueiro. Atualmente joga pelo Newcastle, clube da Premier League. Representou os Países Baixos desde o nível Sub-15 até Sub-21.

## Carreira

### Ajax
A 23 de junho de 2018, Botman fez a sua estreia pela equipa principal do Ajax, num amigável contra o VVSB. A 17 de agosto do mesmo ano, Sven fez a sua estreia na Eerste Divisie (2ª divisão holandesa) pelo Jong Ajax (equipa B do Ajax), numa derrota por 2–1 em casa do Roda JC.

### Lille
A 31 de julho de 2020, Botman transferiu-se para o LOSC Lille, clube da Ligue 1, por uma taxa entre os 8 e os 9 milhões de euros, assinando um contrato de 5 anos com o clube.

### Newcastle United
A 28 de junho de 2022, Botman transferiu-se para o Newcastle United, da Premier League, por 37 milhões de euros, assinando um contrato de 5 anos pelo clube.

## Carreira Internacional
Botman foi capitão dos Países Baixos a nível Sub-21. Em novembro de 2020, foi pela primeira vez convocado para a Seleção principal dos Países Baixos, mas não chegou a jogar. Em outubro de 2022, Sven foi incluído na pré-convocatória dos Países Baixos para o Mundial de 2022, mas não integrou a convocatória final.

## Estatísticas de Carreira
- Atualizado até 28 de maio de 2023[10]

| Clube             | Temporada         | Campeonato        | Campeonato | Campeonato | Taça  | Taça  | Taça da Liga | Taça da Liga | Competições Europeias | Competições Europeias | Outros | Outros | Total | Total |
| Clube             | Temporada         | Divisão           | Jogos      | Golos      | Jogos | Golos | Jogos        | Golos        | Jogos                 | Golos                 | Jogos  | Golos  | Jogos | Golos |
| ----------------- | ----------------- | ----------------- | ---------- | ---------- | ----- | ----- | ------------ | ------------ | --------------------- | --------------------- | ------ | ------ | ----- | ----- |
| Jong Ajax         | 2018–19           | Eerste Divisie    | 28         | 2          | —     | —     | —            | —            | —                     | —                     | —      | —      | 28    | 2     |
| Heerenveen        | 2019–20           | Eredivisie        | 26         | 2          | 4     | 0     | —            | —            | —                     | —                     | —      | —      | 30    | 2     |
| Lille             | 2020–21           | Ligue 1           | 37         | 0          | 2     | 0     | —            | —            | 8                     | 0                     | —      | —      | 47    | 0     |
| Lille             | 2021–22           | Ligue 1           | 25         | 3          | 1     | 0     | —            | —            | 5                     | 0                     | 1      | 0      | 32    | 3     |
| Lille             | Total             | Total             | 62         | 3          | 3     | 0     | 0            | 0            | 13                    | 0                     | 1      | 0      | 79    | 3     |
| Newcastle United  | 2022–23           | Premier League    | 36         | 0          | 1     | 0     | 7            | 0            | —                     | —                     | —      | —      | 44    | 0     |
| Total de Carreira | Total de Carreira | Total de Carreira | 152        | 7          | 8     | 0     | 7            | 0            | 13                    | 0                     | 1      | 0      | 181   | 7     |

1. ↑  Inclui KNVB Beker, Coupe de France e FA Cup
2. ↑  Inclui EFL Cup
3. ↑  Jogos na Liga Europa
4. ↑  Jogos na Liga dos Campeões
5. ↑  Jogo no Trophée des Champions

## Títulos
Lille
- Ligue 1: 2020–21[11]
- Supertaça da França: 2021[12]

Newcastle United
- Vice-campeão da Taça da Liga Inglesa: 2022–23[13]